# Gyula Feldmann
Gyula Feldmann (ur. 16 listopada 1880 w Segedyn, zm. 31 października 1955 roku) – węgierski piłkarz i trener piłkarski. Jako piłkarz, grał w Nemzeti SC, Ferencvárosi TC, MTK Hungária Budapeszt oraz Makkabi Brno. W latach 1910–1920 grał dla piłkarskiej reprezentacji Węgier.
W sezonie 1927/1928 Gyula Feldmann został trenerem swojego byłego klubu - MTK Budapeszt. Następnie Węgier na kolejne trzy lata (1928–1931) rozpoczął pracę we włoskim klubie ACF Fiorentina. W latach 1931–1934 był trenerem US Palermo, a potem do 1936 roku trenował kolejny włoski klub - Inter Mediolan (wtedy Ambrosiana - Inter). Pod koniec swojej kariery trafił do Torino FC. W 1940 roku zakończył swoją karierę trenerską.